# John Speed
John Speed  (Farndon, Cheshire, 1552 – St Giles-without-Cripplegate, Cripplegate, Londres, 28 de julho de 1629) foi um famoso historiador e cartógrafo inglês. Sua contribuição mais importante é provavelmente os planos de cidades britânicas, muitos dos quais representam o primeiro registro visual destas cidades.
Os mapas de Speed se tornaram base para mapas mundiais até pelo menos meados do Século XVIII, com seus mapas reimpressos muitas vezes, e serviu como uma importante contribuição para a topografia britânica durante alguns anos. Ainda hoje, impressões de seus "belos mapas" podem ser encontradas nas salas de estar de todo o mundo e vendidas por centenas de milhares de libras em raros leilões de arte e mapas, atraindo colecionadores de mapas em todo o mundo.